# 山田車体工業
山田車体工業株式会社（やまだしゃたいこうぎょうかぶしきかいしゃ、英語: YAMADA BODY CO.,LTD）は、静岡県沼津市松長に本社を置く、特装車の製作メーカーである。

## 概要
カーゴ車、ウイング車、バン型車などの製造・販売を行っている。自動車メーカーから納入された車台（シャーシ）に、注文に応じた荷台の設置が主な業務である。荷台製造は溶接など手作業の工程が多く、工場内には製造ラインは少ない。仙台工場ではトラックの荷台の後ろと両横が開閉する「側面開放車」の製造が主流となっている。軽量化や強度の向上を図るため、荷台の骨組みや素材などに様々な工夫が凝らす。企業名が入るトラックは「走る広告」の役割も担っており、デザインや仕上げ法についても独自のノウハウを有する。

## 沿革
- 1946年2月 - 静岡県沼津市三枚橋にて、木骨を主体としたトラックの運転台及び荷台の製作を主業として、山田恒策が個人創業。
- 1951年2月 - 静岡県沼津市本錦町に、有限会社山田ボデー設立、代表取締役社長に山田恒策が就任。
- 1956年2月 - 山田車体工業株式会社に改組。資本金150万円。
- 1961年8月 - 横浜市戸塚区に、オールスチール運転台の量産工場として、横浜工場を新設。
- 1964年4月 - シャーシメーカー向け中小型平ボデーの量産開始。
- 1964年10月 - 静岡県沼津市松長に本社及び沼津工場を新設移転。
- 1969年4月 - 資本金4250万円に増資　中小型平ボデーの量産、月産1000台達成。
- 1969年8月 - 宮城県富谷市に仙台工場を新設。
- 1971年2月 - 茨城県茨城町に水戸工場を新設。
- 1974年5月 - 三八五貨物自動車運送株式会社（現在の三八五流通株式会社）と業務提携し、青森県五戸町に東北山田車体工業株式会社設立。
- 1975年4月 - フラップボデー生産開始。
- 1983年1月 - 代表取締役社長に山田健雄が就任。
- 1983年6月 - ルーフ全体昇降機能付きフルリフトフラップ生産開始。
- 1985年1月 - ルーフオーバーターン機能付き反転ルーフフラップ生産開始。
- 1986年4月 - フラップボデー生産累計1000台達成。
- 1988年11月 - シャーシメーカー向け中小型平ボデー量産終了。
- 1992年9月 - フラップボデー生産累計5000台達成。
- 1999年4月 - フラップボデー生産累計10000台達成。
- 1999年12月 - 横浜工場閉鎖。
- 2002年10月 - 「第36回東京モーターショー」に、フルリフトフラップ出展。
- 2003年4月 - 代表取締役社長に山田和典が就任。
- 2005年9月 - 障害者の雇用・促進・職業の安定に貢献し、厚生労働大臣より表彰。
- 2007年9月 - 本社沼津工場が環境マネジメントシステム「エコアクション21」認証取得。
- 2009年3月 - 「環境基準適合」ラベル（平ボデー車）取得。
- 2009年6月 - 「環境基準適合」ラベル（ドライウイング車）取得。
- 2009年9月 - 関連事業所、水戸工場が環境マネジメントシステム「エコアクション21」認証・登録。
- 2009年9月 - 本社沼津工場において鉄工第1工場・鉄工第2工場 新築2棟完成・稼働開始。
- 2010年12月 - 「環境基準適合」ラベル（冷凍ウイング車）（サイドカーテン車）取得。
- 2012年4月 - 日本自動車車体工業会取り組み基準の環境負荷物質（SOC4物質）フリー化達成。
- 2012年9月 - 関連事業所、仙台工場が環境マネジメントシステム「エコアクション21」認証・登録。
- 2015年9月 - 神奈川県厚木市に神奈川営業所を新設。
- 2016年7月 - 神奈川県愛甲郡に神奈川工場を新設（神奈川営業所も同所に移設）。

## 製造工場
- 本社沼津工場（静岡県沼津市松長字改正600番地）
- 仙台工場（宮城県富谷市三の関68番地の3）

- 水戸工場（茨城県東茨城郡茨城町長岡3652番地の85）

- 神奈川工場（神奈川県愛甲郡愛川町中津6789番地の1）

## 不祥事
2006年、全国で“過積載”につながる不正車検が横行していたことが発覚した。大手トラックメーカーの販売会社の強い要請により、燃料タンクの追加装着を行い最大積載量の水増しを行う手口であり、山田車体工業ではパブコ(11821台)、日本フルハーフ(1006台)、日本トレクス(939台)に次ぐ台数の921台の不正車検を行っていたことが報道された

。
国交省は道路運送車両法に基づき山田車体工業等他計４６社に同種事案の再発防止の徹底と対象車両の改修について適切な対応を行うように文書により指示をした。

。
架装メーカーは大手メーカー・販売会社に弱い立場であり、車両の仕様を決める際にユーザーからの要望を販売会社が受けて架装メーカーに指示するケースが多かった。
※現在は改修により、改修率が99.8%を達成した(平成24年6月末現在)。